# Spod ciemnej gwiazdy
Spod ciemnej gwiazdy – tytuł drugiego zbioru opowiadań lub nowel Karola Irzykowskiego (pierwszy to Nowele, 1906), który ukazał się w Łodzi w 1922 roku. W jego skład wchodziło dziesięć utworów, z których najwcześniejszy został opublikowany w prasie jeszcze w roku 1908 (Almanzor).  
W utworach tych Irzykowski koncentrował się na psychologicznej analizie zjawisk irracjonalnych. Znaleźć tu można wiele utworów o charakterze fantastycznym. Jedna z nich, zatytułowana Wagon astralny, stanowi pastisz opowiadań  Stefana Grabińskiego, którego Irzykowski był wielkim orędownikiem. Utworem, do którego krytyk przykładał największą wagę, jest Pyriphlegeton, czyli Niepokalane poczęcie (Prolog do dramatu). Irzykowski zamieścił w niej wiele odniesień autobiograficznych dotyczących śmierci pierworodnej córki, Basi. 
Okładkę zbioru projektował Canis de Canis, pod którym to pseudonimem ukrywał się przyjaciel Irzykowskiego Feliks Kuczkowski. 
Według Barbary Winklowej, krytycy zbiór ten "przyjęli chłodno". 